# Ислам в Самоа
Ислам в Самоа — религия меньшинства. По разным данным количество мусульман колеблется от 0,04 % до 0,1 % населения этой страны. Доминирующая религия на Самоа — христианство. Согласно Международному отчету о свободе вероисповедания за 2010 год, христиане составляют 98 процентов всего населения.

## История
Ислам начал проникать в Самоа в конце XX — начале XXI век. 
Первые упоминания ислама в Самоа восходит к 1985 году, когда несколько рабочих, мусульман оказались в стране, работая по правительственному контракту или по одной из программ ООН. Однако, их число представляется незначительным и они не оказали никакого влияния на местное население. 
Распространение ислама среди жителей Самоа началось когда базирующаяся в Саудовской Аравии Всемирная ассамблея мусульманской молодежи и базирующийся в Малайзии Региональный исламский совет даватов Юго-Восточной Азии и Тихого океана начали свою деятельность в странах Тихоокеанского региона.
По данным переписи населения, мусульмане население увеличилось с 48 или 0,03% в 2001 году до 61 или 0,04% в 2006 году.

## Современное положение
В 2020 году количество мусульман в Самоа составляет 73 человека, что составляет 0,04 %. Существует мусульманская община, которая собирается в небольшой мечети.